# Palazzo Rangoni Farnese
Il Palazzo Rangoni Farnese è un edificio dalle forme barocche, situato in strada della Repubblica 39 a Parma; costituisce la sede della Prefettura di Parma.

## Storia
L'originario palazzo, costruito in epoca ignota, era composto da quattro corpi quadrati sviluppati attorno a un cortile centrale. Nel XVI secolo l'edificio apparteneva a Bartolomeo Cantelli, che lo vendette nel 1572 al conte Giulio Rangoni, signore di Roccabianca.
Nel XVII secolo i Rangoni fecero completamente ricostruire il palazzo su progetto attribuito a Giovan Battista Barberini e Ferdinando Galli da Bibbiena; la facciata fu invece innalzata probabilmente intorno al 1610.
Come testimoniato dallo stemma ancora presente sul maestoso portale d'ingresso, a partire dal 1690 i principi di casa Farnese abitarono parte del palazzo, che comunque rimase di proprietà dei Rangoni. Il ramo parmense della famiglia, tuttavia, si ridusse all'inizio del XVIII secolo, fino all'estinzione della casata nel 1762 alla morte del marchese Ludovico IV. Il cospicuo patrimonio, costituito dal palazzo e da numerosi possedimenti a Roccabianca, fu sequestrato dalla Camera Ducale; il ramo dei Rangoni di Modena tentò di entrare in possesso delle ricche proprietà di famiglia accampando diritti alla successione, ma vanamente, in quanto il "Decreto de proibitiva alienatione in Forensens" stabiliva la confisca di tutti i beni nel caso in cui fossero ereditati da un forestiero. Nel 1763 la Camera Ducale incamerò l'intero patrimonio e nel 1767 restaurò il palazzo, che divenne sede dei Regi regolatori delle finanze e dell'Impresa del lotto.
Da allora l'edificio cambiò destinazione numerose volte: all'inizio del XIX secolo divenne sede della Direzione generale dei conti della Regia economica e pertanto assunse il nome di "Palazzo della Finanza"; in seguito all'Unità d'Italia fu in parte adibito a caserma dei Finanzieri ed a deposito di sali, tabacchi e fiammiferi; successivamente divenne sede dell'Ufficio di verifica dei pesi e delle misure ed in parte dell'Archivio di Stato. Durante il fascismo il palazzo subì importanti restauri e, pur mantenendo intatta la facciata e parte degli interni, fu completamente trasformato verso il cortile interno, perdendo anche il giardino, in origine arricchito da statue e da una scenografica fontana. Divenne sede della Casa del Fascio e, dall'8 dicembre 1943, della Guardia Nazionale Repubblicana (GNR).
Nel dopoguerra il palazzo divenne sede della Prefettura, fino ad allora ospitata nel distrutto Palazzo Ducale. Nel 1947 accolse il presidente della Repubblica Italiana Enrico De Nicola, in occasione della consegna della medaglia d'oro al valor militare alla città di Parma.

## Descrizione

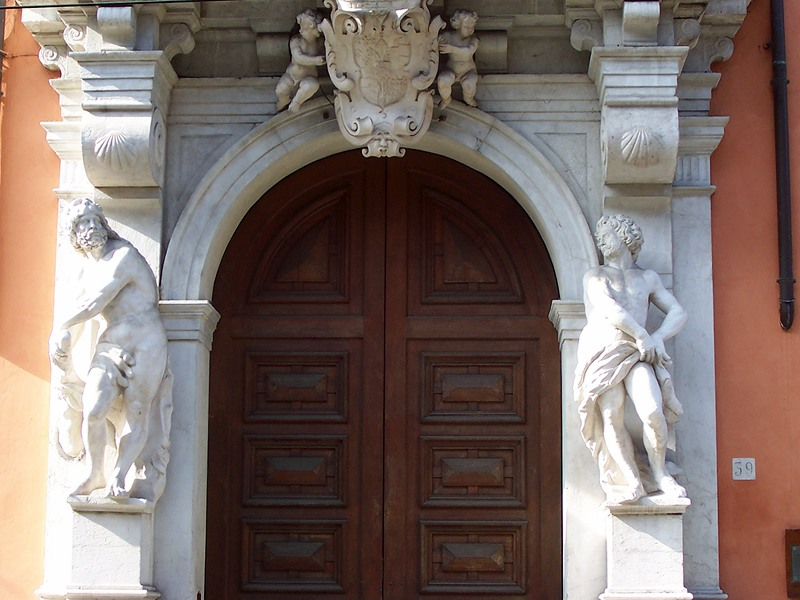
Portale d'ingresso

Il palazzo si sviluppa su una pianta a ferro di cavallo, attorno ad uno spoglio cortile, frutto della ristrutturazione novecentesca.
L'elegante facciata intonacata si sviluppa su un alto zoccolo in pietra, su cui poggiano le ampie cornici timpanate delle finestre del piano terreno, ripetute in modo analogo al primo piano; a coronamento dell'edificio si innalza un alto cornicione decorato. L'elemento di maggior pregio è rappresentato dall'imponente portale marmoreo, fiancheggiato da due pseudo telamoni, sopra i quali sono poste le mensole che sorreggono il balcone; appena sotto quest'ultimo è ancora oggi posto l'antico stemma dei Farnese.
Gli interni, piuttosto spogli seppur di pregio, sono il frutto delle pesanti modifiche compiute fra il XVIII ed il XX secolo, per adattarli alle esigenze di volta in volta richieste dalle nuove destinazioni d'uso del palazzo. Rimangono però l'androne e lo scalone originari; di particolare pregio risulta proprio lo scalone barocco, attribuito al Barberini: ricco di stucchi su pareti e soffitto, è fiancheggiato da nicchie ovali contenenti antichi busti alternate ad anfore fiorite, che culminano in alte nicchie con statue a livello dei pianerottoli. Analoga ricchezza di stucchi, nicchie e statue è presente anche nell'androne e sulle cornici sovrapporta in corrispondenza dei pianerottoli.